# 용강동 (서울)
용강동(龍江洞)은 서울특별시 마포구의 행정동 및 법정동이다.

## 유래
용강동은 고양군 용강면이었던데서 동명이 유래되었으며 마포강이 마치 용의 머리에 해당하는 곳이라는 풍수지리에 따라 지어진 이름이다. 마포동은 마포나루가 있었기 때문에 유래되었으며, 1914년 4월 1일 경성부의 5인 8면제를 폐지하면서 마포동 일부를 도화동으로, 다른 일부는 마포동으로 하였다. 토정동은 토정비결로 유명한 이지함 선생이 흙으로 정자를 짓고 살았다 하여 동명이 유래되었다. 1946년 10월 1일 마포구 용강동이 되었다. 1955년 4월 18일 관란동으로 명칭이 변경되었다가 1970년 5월 18일 다시 용강동이 되었다.

## 법정동
- 용강동
- 토정동
- 마포동
- 도화동
- 대흥동
- 염리동

## 교통
- 서울 지하철 5호선
  - 마포역

## 언론
- 불교방송

## 사진

구 용강동주민센터 (토정로27길 14)

## 아파트
| 단지명                  | 건설사              | 시행사                                | 주소                           | 입주        | 비고             |
| ----------------------- | ------------------- | ------------------------------------- | ------------------------------ | ----------- | ---------------- |
| 마포 삼성               | 삼성물산㈜ 건설부문 |                                       | 마포구 도화길 28 (도화동)      | 1997년 5월  |                  |
| 한강 삼성               | 삼성물산㈜ 건설부문 | 국민연금관리공단제3직장조합외 9개조합 | 마포구 토정로32길 11 (토정동)  | 1997년 10월 |                  |
| 용강 삼성래미안         | 삼성물산㈜ 건설부문 | 용강1지구 재건축조합                  | 마포구 큰우물로 28 (용강동)    | 2003년 3월  |                  |
| 래미안 마포 리버웰      | 삼성물산㈜ 건설부문 | 용강2구역 주택재개발정비사업조합      | 마포구 토정로31길 23 (용강동)  | 2015년 2월  | 용강2구역 재개발 |
| 마포대림 1차            | 대림산업            |                                       | 마포구 마포대로1길 21 (용강동) | 2002년 10월 |                  |
| e편한세상 마포 리버파크 | 대림산업            | 용강3구역 주택재개발조합              | 마포구 토정로31길 24 (용강동)  | 2016년 10월 | 용강3구역 재개발 |
| 도화현대 2차            | 현대건설            |                                       |                                | 2000년 3월  |                  |